# 南京扬子医院
南京扬子医院，原名扬子石油化工公司医院，是中华人民共和国江苏省的一所医院，为二级乙等医院，位于南京市沿江工业开发区。2003年开始扬子石油化工公司医院由扬子石化公司的企业医院逐渐改制为非营利性民营医院。2005年3月18日挂牌改为现名并正式改制为非营利性民营医院。

## 规模
扬子石油化工公司医院总床位200张，日门诊量306人次。